# EX系雑誌
EX系雑誌とは、FLASH EXCITINGを筆頭とする男性向け雑誌の類である。

## 概要
EX系雑誌の元祖は写真週刊誌FLASHの増刊のFLASH EXCITINGといわれる。2000年代からライバル誌フライデーなども参入し、コンビニにおけるアダルト雑誌の規制（封）も相まって活況を呈した。しかし、2010年頃をピークに休刊が相次いでいる。
- 内容はスクープ記事は少なく、グラビア（とくに女子アナや女性タレントのエロハプニング）、中年男性の懐かしネタ（ファミコン、アニメ）などが多い。
- FLASH EXCITINGを意識し、表紙に掲載する雑誌名は左上に「EX」「EN」「XX」などの文字を強調したデザインが多い。また、サイズもA4変形判である。
- 2024年末にはエキサイティングマックス!が休刊。アサ芸シークレット!、EX大衆両雑誌も大幅にリニューアルし、コンビニより書店配本を重視するようになるなど[1]、事実上くくりは瓦解している。

## EX系雑誌一覧
太字は2022年12月現在もEX系雑誌として刊行しているもの。
- 増刊
  - FLASH EXCITING（光文社）【2008年より休刊】←FLASH
  - フライデーダイナマイト（講談社）【休刊状態】←フライデー
  - Hot-SPA!（扶桑社）【休刊状態】←SPA!
  - EX大衆→EXtaishu（双葉社）←週刊大衆。なお、B5判の「増刊大衆」もある。2024年11月よりEXtaishuにリニューアル[1]。A4変型からA4判になるとともに中綴じから平綴じになり、複数モデルによるアイドル写真集のような体裁になった。コラムなどは継続[1]。
  - アサ芸シークレット（徳間書店）←週刊アサヒ芸能
  - CIRCUS MAX（KKベストセラーズ）【2018年6月号をもって休刊】←CIRCUS季刊
    - さらに増刊の「CIRCUS MAX SPECIAL」もあった。

  - ZENKAIエンタメ!（KKベストセラーズ）【休刊状態】←ザ・ベストマガジン
  - ジャンゴ（日本ジャーナル出版）【2009年より休刊】←週刊実話
  - プレイボーイR（集英社）【休刊状態】←週刊プレイボーイ
- オリジナルの月刊誌
  - 特冊新鮮組DX（竹書房）【休刊状態】
  - 月刊エンタメ（徳間書店）- もともと「週刊アサヒ芸能」の増刊だった。旧誌名は「月刊アサヒ芸能エンタメ」。現在はアイドル雑誌。
  - エキサイティング・マックス（ぶんか社→楽楽出版→文友舎）
  - 決定版!XX（ダブルエックス）（大洋図書）【休刊状態】
  - 金のEX（大洋図書）【休刊状態】
  - ナックルズEX（大洋図書）【休刊状態】
  - ブレイクマックス（コアマガジン）【2013年5月号をもって休刊】
  - ENTERTAINMENT Dash（晋遊舎）【2014年4月号をもって休刊】
  - 黄金のGT（晋遊舎）【2015年10月号をもって休刊】
  - BLACK BOX→FINAL BOX（マイウェイ出版）
  - Exciter（エキサイター）（インターナショナル・ラグジュアリー・メディア→サン出版→マガジン・マガジン）【休刊状態】